# 圣韦内里娜
圣韦内里娜（義大利語：Santa Venerina），是意大利西西里大区卡塔尼亞廣域市的一个市镇。总面积18平方公里，人口8379人，人口密度465.5人/平方公里（2009年）。ISTAT代码为087048。